# Stefan Orth (Theologe)
Stefan Orth (* 17. August 1968 in Duisburg) ist ein deutscher katholischer Theologe und Publizist.

## Leben
Stefan Orth studierte von 1989 bis 1998 Katholische Theologie in Freiburg im Breisgau, Paris und Münster. Seit 1990 ist er Mitglied der Internationalen Forschungsgruppe „Film und Theologie“. 1998 wurde er im Fach Fundamentaltheologie bei Jürgen Werbick an der Katholisch-Theologischen Fakultät der Universität Münster mit der Dissertation Das verwundete cogito und die Offenbarung. Von Paul Ricoeur und Jean Nabert zu einem Modell fundamentaler Theologie zum Dr. theol. promoviert.
Danach wurde Orth Redakteur der Freiburger Zeitschrift Herder Korrespondenz, von 2014 bis 2022 war er stellvertretender Chefredakteur, seit 2022 ist er Chefredakteur. Bis 2022 war er zudem Chefredakteur der Zeitschrift Forum Weltkirche. Er ist Mitglied der Gesellschaft Katholischer Publizistinnen und Publizisten Deutschlands. Seine Arbeitsschwerpunkte sind Kirche, Theologie, Kunst und Kultur. Er veröffentlichte mehrere Bücher.

## Schriften (Auswahl)
- Das verwundete cogito und die Offenbarung. Von Paul Ricoeur und Jean Nabert zu einem Modell fundamentaler Theologie (= Freiburger theologische Studien. Bd. 162). Herder, Freiburg im Breisgau u. a. 1999, ISBN 978-3-451-26918-9.
- mit Michael Staiger, Joachim Valentin (Hrsg.): Kinder im Kino. Religiöse Dimensionen (= Film und Theologie. Bd. 6). Schüren, Marburg 2004, ISBN 3-89472-390-4.
- mit Peter Reifenberg (Hrsg.): Facettenreiche Anthropologie. Paul Ricoeurs Reflexionen auf den Menschen. Alber, Freiburg im Breisgau u. a. 2004, ISBN 3-495-48105-2.
- mit Siegfried Kleymann, Martin Rohner (Hrsg.): Die neue Lust für Gott zu streiten. [Für Jürgen Werbick zum 60. Geburtstag]. Herder, Freiburg im Breisgau u. a. 2006, ISBN 3-451-28942-3.
- mit Michael Staiger, Joachim Valentin (Hrsg.): Dogville – Godville. Methodische Zugänge zu einem Film Lars von Triers (= Film und Theologie. Bd. 12). Schüren, Marburg 2008, ISBN 978-3-89472-631-7.
- (Hrsg.): Eros – Körper – Christentum. Provokation für den Glauben? (= Theologie kontrovers). Herder, Freiburg im Breisgau u. a. 2009, ISBN 978-3-451-30213-8.
- mit Veronika Hoffmann, Georg M. Kleemann (Hrsg.): Unter Hochspannung. Die Theologie und ihre Kontexte (= Theologie im Dialog. Bd. 8). Herder, Freiburg im Breisgau u. a. 2012, ISBN 978-3-451-30563-4.
- mit Michael Staiger, Joachim Valentin (Hrsg.): Filmbilder des Islam (= Film und Theologie. Bd. 25). Schüren, Marburg 2014, ISBN 978-3-89472-858-8.
- mit Volker Resing (Hrsg.): AfD, Pegida und Co. Angriff auf die Religion?. Herder, Freiburg im Breisgau 2017, ISBN 978-3-451-27466-4.
- mit Georg Bätzing: Rom ist kein Gegner. Warum die Kirche Reformen braucht. Herder, Freiburg 2024, ISBN 978-3-451-10271-4.